# Улица Морская набережная (Выборг)
Улица Морская набережная — улица в исторической части Выборга, проходит от Ленинградского проспекта до Интендантского проезда. Длина улицы около 650 метров.

## История

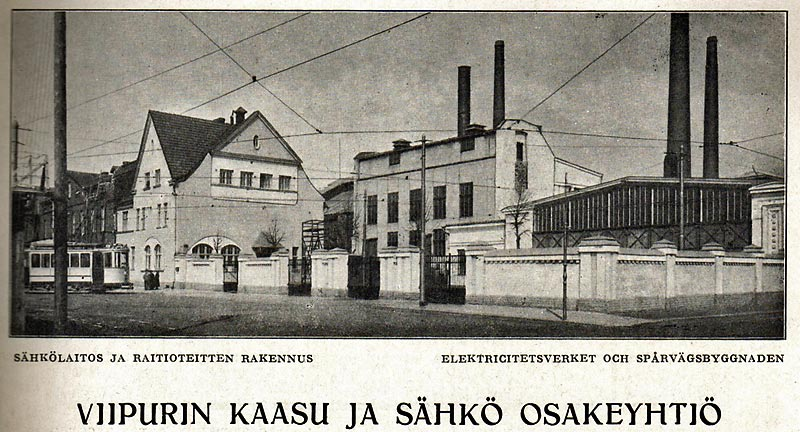
Выборгское трамвайное депо

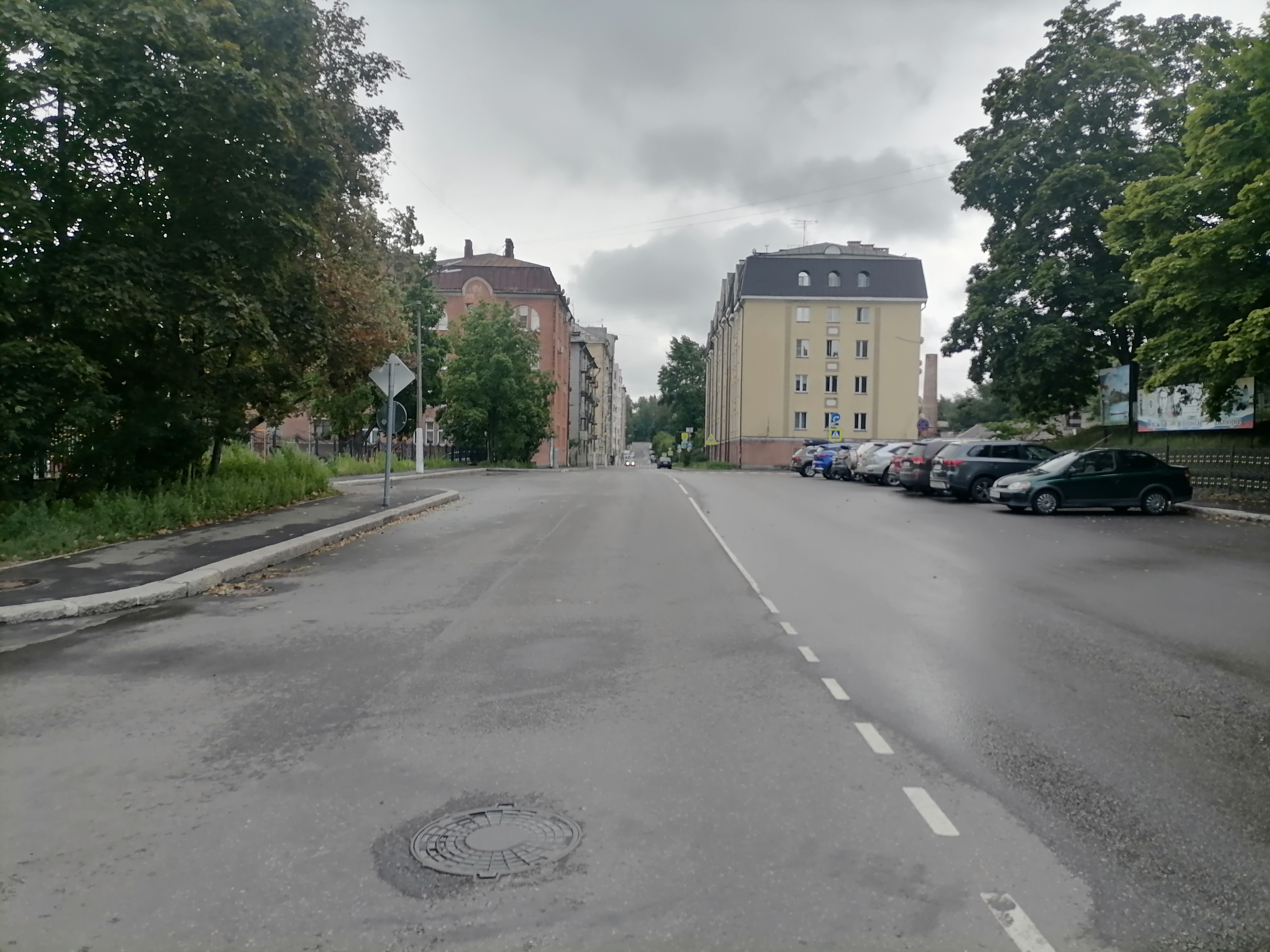
Вид улицы от д. 24 в сторону Интендантского проезда

Историческое название Фабричная, по работавшему здесь с 1879 года Выборгскому механическому цеху.
В 1912 году при организации трамвайного сообщения в Выборге по улице был проложен подъезд к трамвайному депо.
В 1930 году на прилегающей к улице территории вблизи порта было начато строительство первой очереди городского хлебозавода. Оно было завершено к 1932 году, а в 1935 году были сданы 18 зернохранилищ диаметром 5,5 метров и высотой 30 метров каждое. В 1935—1936 годах комбинат был расширен.
В 1936 году городскими властями Выборга было принято решение о строительстве на территории у порта нового здания для Выборгских навигационной школы-морского училища и коммерческого училища, основанных ещё в XIX веке. Проект выполнил Рагнар Юпюя, выборгский городской архитектор. Строительные работы начались в 1937 году и в 1938 году были завершены. В 1940 году, в ходе советско-финской войны, советские войска вошли в Выборг, и оба училища были эвакуированы, торговое училище — в Тампере, а морское училище — в Котку. В годы возобновления финского правления в ходе Великой Отечественной войны, с 1941 по 1944 год, здание занимала финская военная администрация города, с возвращением Выборга в состав СССР, с 1944 года в здании размещены подразделения пограничной службы РФ.
Здания на улице пострадали во время боевых действий в годы советско-финских войн. Серьёзные разрушения получили здания хлебокомбината, но после восстановления в Выборге финского правления в 1941 году их частично восстановили. По итогам Второй мировой войны город вернулся в состав СССР, и комбинат продолжил свою работу по прямому назначению. В 2014 году предприятие обанкротилось и ныне пребывает в заброшенном состоянии.

## Достопримечательности
д. 1 — Складское и административное здание кооперативной оптовой фирмы «Осуус Туккукауппа»
д. 3 — Мельница и хлебокомбинат
д. 5 — Морское торговое училище
д. 20 — Комплекс электростанции
д. 24 — Дом компании «Агрикола»

## Галерея

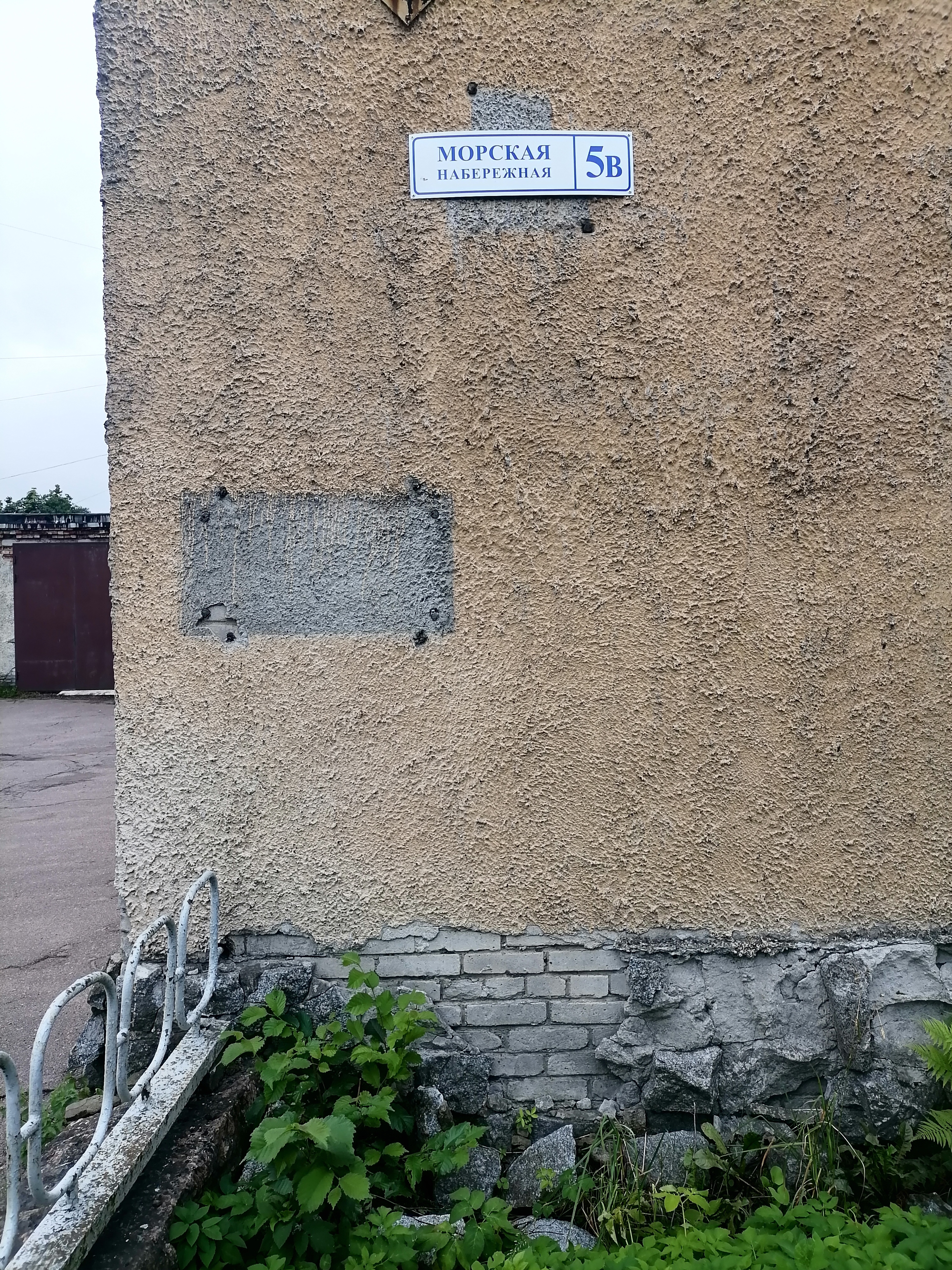
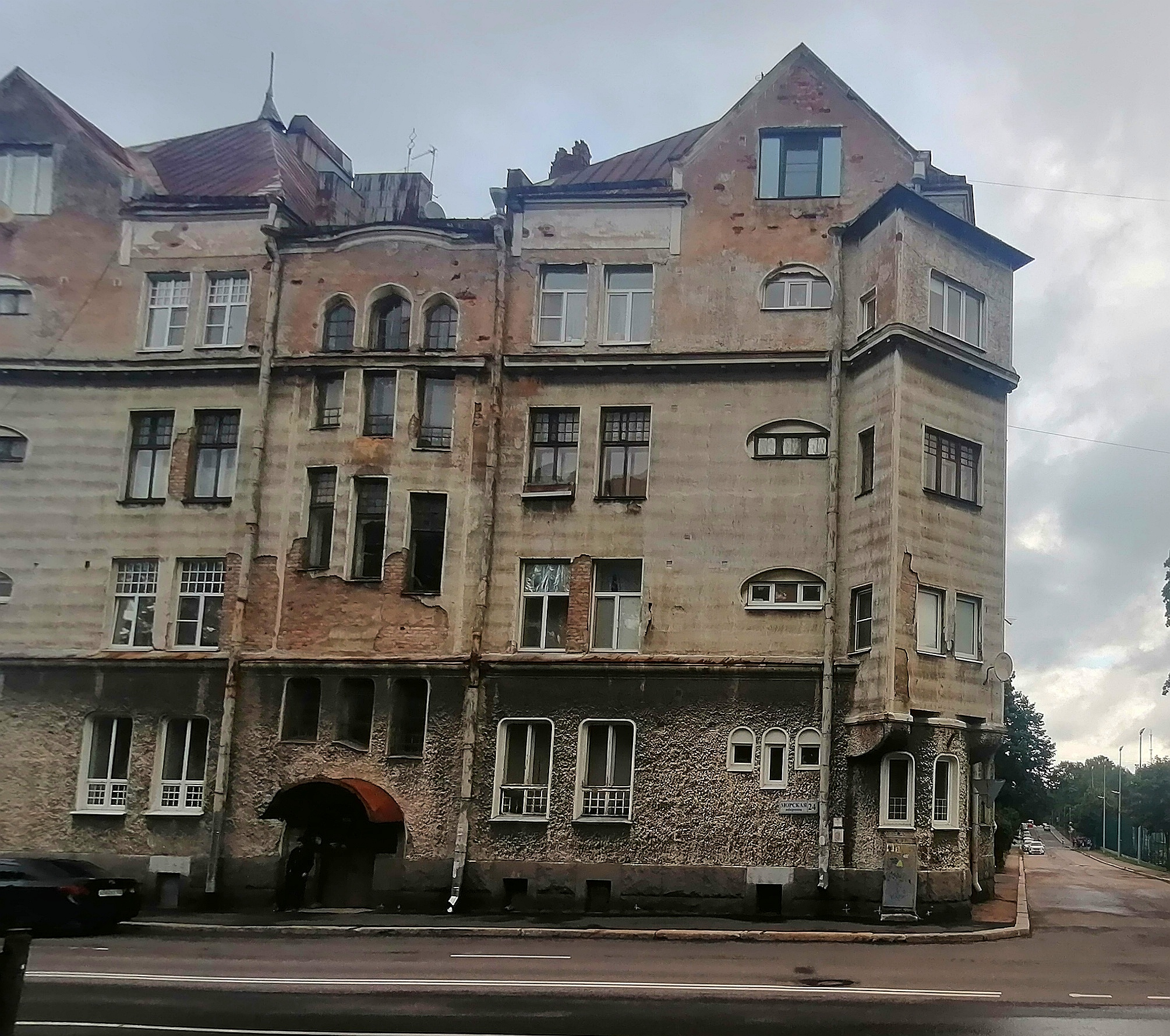
Дом компании «Агрикола»
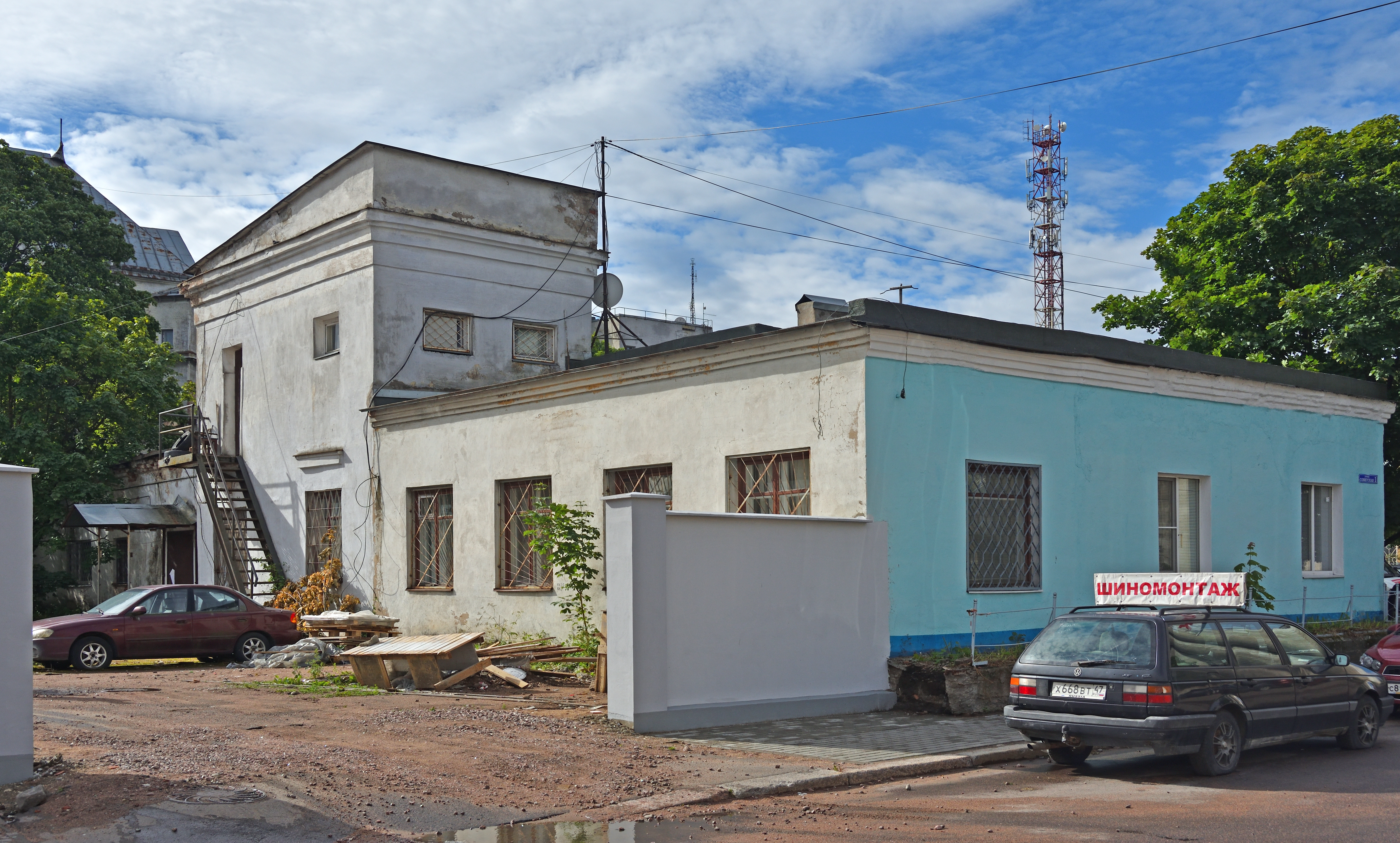
д. 22
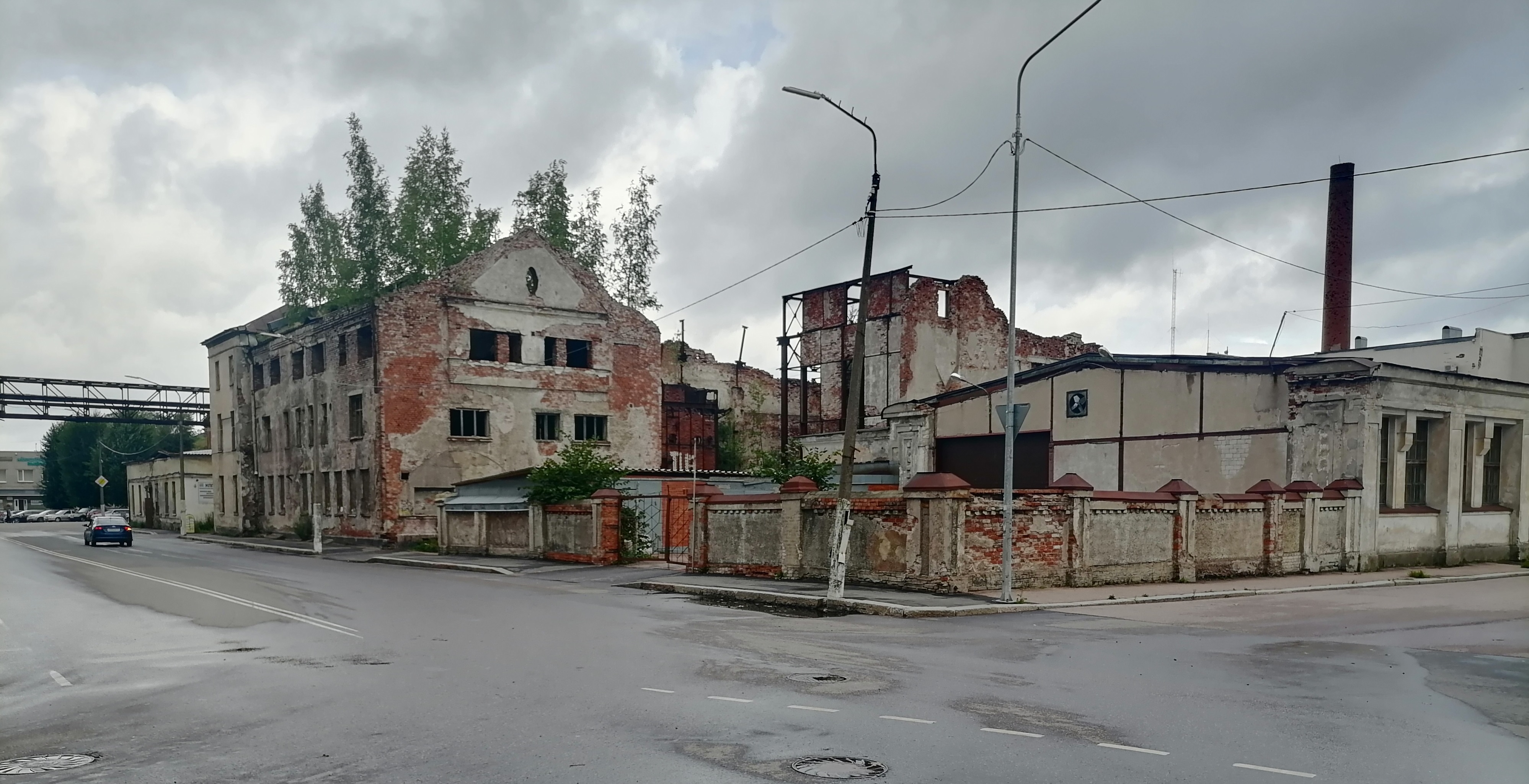
д. 20
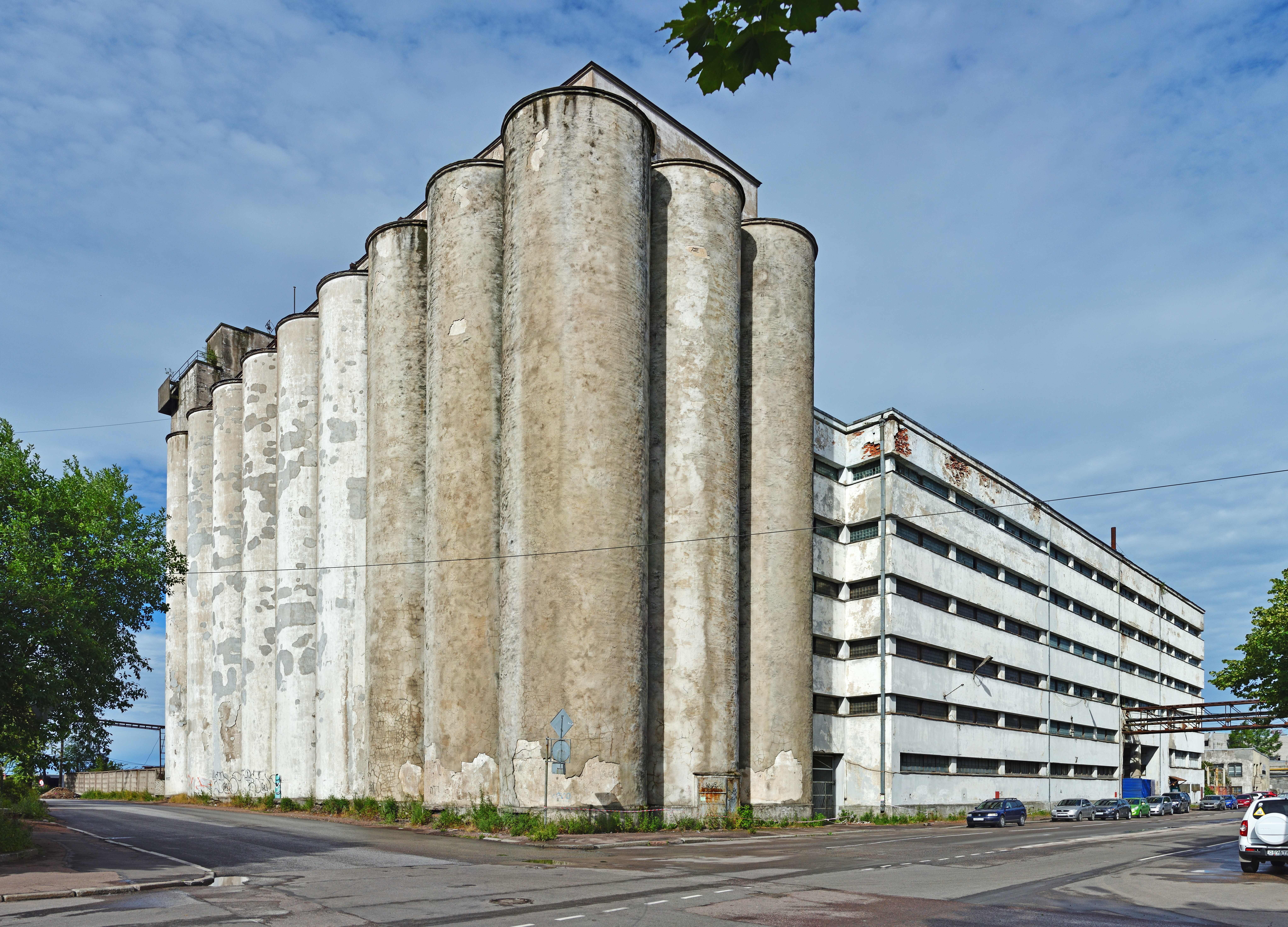
Хлебокомбинат